# Чемпионат Европы по баскетболу среди женщин 2015. Группа A
В этой статье представлено положение команд и результаты матчей в группе A первого раунда чемпионата Европы по баскетболу среди женщин 2015. Состав группы был определён во время жеребьёвки 29 ноября 2014 года в Будапеште, Венгрия. В группе участвуют Румыния, Украина, Франция, Черногория и Чехия. Команды сыграют друг с другом в один круг. Матчи группы пройдут с 11 по 15 июня 2015 года в Спортивном зале Политехнического университета Тимишоары в Тимишоаре, Румыния. Три лучшие команды выходят во второй раунд.

## Команды
| Команда    | Квалификация                                | Квалификация    | Участие   | Участие | Участие | Лучший результат               |
| Команда    | Способ                                      | Дата            | Последнее | Всего   | Подряд  | Лучший результат               |
| ---------- | ------------------------------------------- | --------------- | --------- | ------- | ------- | ------------------------------ |
| Румыния    | Хозяин                                      | 18 декабря 2011 | 2009      | 28      | 1       | Серебряный призёр (1950, 1956) |
| Украина    | 2-я команда квалификационной группы D       | 23 июня 2014    | 2013      | 7       | 2       | Чемпион (1995)                 |
| Франция    | Серебряный призёр женского Евробаскета 2013 | 27 июня 2013    | 2013      | 29      | 9       | Чемпион (2001, 2009)           |
| Черногория | Победитель квалификационной группы D        | 25 июня 2014    | 2013      | 3       | 3       | 6-е место (2011)               |
| Чехия      | 6-е место на женском Евробаскете 2013       | 27 июня 2013    | 2013      | 11      | 9       | Чемпион (2005)                 |

## Положение команд
|  | Команда вышла во второй раунд |
|  | Команда выбыла из турнира     |

| Команда    | Игр | В | П | МЗ  | МП  | МР  | Очки |
| ---------- | --- | - | - | --- | --- | --- | ---- |
| Франция    | 4   | 4 | 0 | 319 | 264 | +55 | 8    |
| Черногория | 4   | 3 | 1 | 301 | 263 | +38 | 7    |
| Чехия      | 4   | 2 | 2 | 289 | 306 | −17 | 6    |
| Украина    | 4   | 1 | 3 | 283 | 314 | −31 | 5    |
| Румыния    | 4   | 0 | 4 | 270 | 315 | −45 | 4    |

Время начала матчей дано по местному времени (UTC+2).

## Результаты матчей

### 1-й тур

#### Черногория — Чехия
| 11 июня 2015 18:00 | Отчёт | Черногория                 | 71:52    | Чехия          | Спортивный зал Политехнического университета Тимишоары, Тимишоара Зрителей: 300 Судьи: Анне Пантер, Май Кадзуко Форсберг, Артурас Шукис |
| 11 июня 2015 18:00 | Отчёт | 20:14, 14:13, 17:11, 20:14 |          |                | Спортивный зал Политехнического университета Тимишоары, Тимишоара Зрителей: 300 Судьи: Анне Пантер, Май Кадзуко Форсберг, Артурас Шукис |
| 11 июня 2015 18:00 | Отчёт | Робинсон 13                | Очки     | Стейскалова 16 | Спортивный зал Политехнического университета Тимишоары, Тимишоара Зрителей: 300 Судьи: Анне Пантер, Май Кадзуко Форсберг, Артурас Шукис |
| 11 июня 2015 18:00 | Отчёт | Робинсон 13                | Подборы  | Ганушова 6     | Спортивный зал Политехнического университета Тимишоары, Тимишоара Зрителей: 300 Судьи: Анне Пантер, Май Кадзуко Форсберг, Артурас Шукис |
| 11 июня 2015 18:00 | Отчёт | Шкерович 6                 | Передачи | Бартонова 5    | Спортивный зал Политехнического университета Тимишоары, Тимишоара Зрителей: 300 Судьи: Анне Пантер, Май Кадзуко Форсберг, Артурас Шукис |

#### Украина — Франция
| 11 июня 2015 20:30 | Отчёт | Украина                    | 55:79    | Франция  | Спортивный зал Политехнического университета Тимишоары, Тимишоара Зрителей: 200 Судьи: Эрез Гурион, Аса Йернму, Геллерт Капитани |
| 11 июня 2015 20:30 | Отчёт | 21:20, 12:15, 12:24, 10:20 |          |          | Спортивный зал Политехнического университета Тимишоары, Тимишоара Зрителей: 200 Судьи: Эрез Гурион, Аса Йернму, Геллерт Капитани |
| 11 июня 2015 20:30 | Отчёт | Ягупова 19                 | Очки     | Груда 18 | Спортивный зал Политехнического университета Тимишоары, Тимишоара Зрителей: 200 Судьи: Эрез Гурион, Аса Йернму, Геллерт Капитани |
| 11 июня 2015 20:30 | Отчёт | Хоменчук 5                 | Подборы  | Груда 15 | Спортивный зал Политехнического университета Тимишоары, Тимишоара Зрителей: 200 Судьи: Эрез Гурион, Аса Йернму, Геллерт Капитани |
| 11 июня 2015 20:30 | Отчёт | Дубровина 4                | Передачи | Дюмерк 7 | Спортивный зал Политехнического университета Тимишоары, Тимишоара Зрителей: 200 Судьи: Эрез Гурион, Аса Йернму, Геллерт Капитани |

### 2-й тур

#### Чехия — Украина
| 12 июня 2015 18:00 | Отчёт | Чехия                      | 80:79    | Украина        | Спортивный зал Политехнического университета Тимишоары, Тимишоара Зрителей: 350 Судьи: Эрез Гурион, Геллерт Капитани, Гэвин Уильямс |
| 12 июня 2015 18:00 | Отчёт | 31:17, 17:21, 14:17, 18:24 |          |                | Спортивный зал Политехнического университета Тимишоары, Тимишоара Зрителей: 350 Судьи: Эрез Гурион, Геллерт Капитани, Гэвин Уильямс |
| 12 июня 2015 18:00 | Отчёт | Ганушова, Элготова по 23   | Очки     | Ягупова 32     | Спортивный зал Политехнического университета Тимишоары, Тимишоара Зрителей: 350 Судьи: Эрез Гурион, Геллерт Капитани, Гэвин Уильямс |
| 12 июня 2015 18:00 | Отчёт | Весела 9                   | Подборы  | Дорогобузова 9 | Спортивный зал Политехнического университета Тимишоары, Тимишоара Зрителей: 350 Судьи: Эрез Гурион, Геллерт Капитани, Гэвин Уильямс |
| 12 июня 2015 18:00 | Отчёт | Бортелова 10               | Передачи | Дубровина 5    | Спортивный зал Политехнического университета Тимишоары, Тимишоара Зрителей: 350 Судьи: Эрез Гурион, Геллерт Капитани, Гэвин Уильямс |

#### Румыния — Черногория
| 12 июня 2015 20:30 | Отчёт | Румыния                   | 61:79    | Черногория    | Спортивный зал Политехнического университета Тимишоары, Тимишоара Зрителей: 800 Судьи: Анне Пантер, Май Кадзуко Форсберг, Артурас Шукис |
| 12 июня 2015 20:30 | Отчёт | 18:26, 4:25, 18:15, 21:13 |          |               | Спортивный зал Политехнического университета Тимишоары, Тимишоара Зрителей: 800 Судьи: Анне Пантер, Май Кадзуко Форсберг, Артурас Шукис |
| 12 июня 2015 20:30 | Отчёт | Мэрджинян 18              | Очки     | Дублевич 19   | Спортивный зал Политехнического университета Тимишоары, Тимишоара Зрителей: 800 Судьи: Анне Пантер, Май Кадзуко Форсберг, Артурас Шукис |
| 12 июня 2015 20:30 | Отчёт | Урсу-Ким 7                | Подборы  | Перованович 9 | Спортивный зал Политехнического университета Тимишоары, Тимишоара Зрителей: 800 Судьи: Анне Пантер, Май Кадзуко Форсберг, Артурас Шукис |
| 12 июня 2015 20:30 | Отчёт | Мэрджинян 6               | Передачи | Шкерович 10   | Спортивный зал Политехнического университета Тимишоары, Тимишоара Зрителей: 800 Судьи: Анне Пантер, Май Кадзуко Форсберг, Артурас Шукис |

### 3-й тур

#### Франция — Чехия
| 13 июня 2015 18:00 | Отчёт | Франция                    | 85:75    | Чехия                 | Спортивный зал Политехнического университета Тимишоары, Тимишоара Зрителей: 180 Судьи: Анне Пантер, Эрез Гурион, Геллерт Капитани |
| 13 июня 2015 18:00 | Отчёт | 28:17, 16:28, 23:13, 18:17 |          |                       | Спортивный зал Политехнического университета Тимишоары, Тимишоара Зрителей: 180 Судьи: Анне Пантер, Эрез Гурион, Геллерт Капитани |
| 13 июня 2015 18:00 | Отчёт | Груда 26                   | Очки     | Элготова 20           | Спортивный зал Политехнического университета Тимишоары, Тимишоара Зрителей: 180 Судьи: Анне Пантер, Эрез Гурион, Геллерт Капитани |
| 13 июня 2015 18:00 | Отчёт | Чачуанг 7                  | Подборы  | Весела, Ганушова по 5 | Спортивный зал Политехнического университета Тимишоары, Тимишоара Зрителей: 180 Судьи: Анне Пантер, Эрез Гурион, Геллерт Капитани |
| 13 июня 2015 18:00 | Отчёт | Дюмерк 7                   | Передачи | Бортелова 8           | Спортивный зал Политехнического университета Тимишоары, Тимишоара Зрителей: 180 Судьи: Анне Пантер, Эрез Гурион, Геллерт Капитани |

#### Украина — Румыния
| 13 июня 2015 20:30 | Отчёт | Украина                    | 78:71    | Румыния  | Спортивный зал Политехнического университета Тимишоары, Тимишоара Зрителей: 500 Судьи: Май Кадзуко Форсберг, Аса Йернму, Гэвин Уильямс |
| 13 июня 2015 20:30 | Отчёт | 19:24, 13:12, 25:20, 21:15 |          |          | Спортивный зал Политехнического университета Тимишоары, Тимишоара Зрителей: 500 Судьи: Май Кадзуко Форсберг, Аса Йернму, Гэвин Уильямс |
| 13 июня 2015 20:30 | Отчёт | Ягупова 33                 | Очки     | Поп 14   | Спортивный зал Политехнического университета Тимишоары, Тимишоара Зрителей: 500 Судьи: Май Кадзуко Форсберг, Аса Йернму, Гэвин Уильямс |
| 13 июня 2015 20:30 | Отчёт | Ягупова 7                  | Подборы  | Павел 10 | Спортивный зал Политехнического университета Тимишоары, Тимишоара Зрителей: 500 Судьи: Май Кадзуко Форсберг, Аса Йернму, Гэвин Уильямс |
| 13 июня 2015 20:30 | Отчёт | Самбурская 4               | Передачи | Пэрэу 9  | Спортивный зал Политехнического университета Тимишоары, Тимишоара Зрителей: 500 Судьи: Май Кадзуко Форсберг, Аса Йернму, Гэвин Уильямс |

### 4-й тур

#### Черногория — Украина
| 14 июня 2015 18:00 | Отчёт | Черногория                | 84:71    | Украина                  | Спортивный зал Политехнического университета Тимишоары, Тимишоара Зрителей: 350 Судьи: Артурас Шукис, Май Кадзуко Форсберг, Геллерт Капитани |
| 14 июня 2015 18:00 | Отчёт | 25:21, 24:14, 18:27, 17:9 |          |                          | Спортивный зал Политехнического университета Тимишоары, Тимишоара Зрителей: 350 Судьи: Артурас Шукис, Май Кадзуко Форсберг, Геллерт Капитани |
| 14 июня 2015 18:00 | Отчёт | Робинсон 18               | Очки     | Ягупова 33               | Спортивный зал Политехнического университета Тимишоары, Тимишоара Зрителей: 350 Судьи: Артурас Шукис, Май Кадзуко Форсберг, Геллерт Капитани |
| 14 июня 2015 18:00 | Отчёт | Робинсон 8                | Подборы  | Ягупова 7                | Спортивный зал Политехнического университета Тимишоары, Тимишоара Зрителей: 350 Судьи: Артурас Шукис, Май Кадзуко Форсберг, Геллерт Капитани |
| 14 июня 2015 18:00 | Отчёт | Шкерович 13               | Передачи | Самбурская, Ягупова по 4 | Спортивный зал Политехнического университета Тимишоары, Тимишоара Зрителей: 350 Судьи: Артурас Шукис, Май Кадзуко Форсберг, Геллерт Капитани |

#### Румыния — Франция
| 14 июня 2015 20:30 | Отчёт | Румыния                   | 67:76    | Франция     | Спортивный зал Политехнического университета Тимишоары, Тимишоара Зрителей: 800 Судьи: Эрез Гурион, Аса Йернму, Гэвин Уильямс |
| 14 июня 2015 20:30 | Отчёт | 18:20, 22:17, 20:17, 7:22 |          |             | Спортивный зал Политехнического университета Тимишоары, Тимишоара Зрителей: 800 Судьи: Эрез Гурион, Аса Йернму, Гэвин Уильямс |
| 14 июня 2015 20:30 | Отчёт | Поп, Стоэнеску по 14      | Очки     | Саланьяк 17 | Спортивный зал Политехнического университета Тимишоары, Тимишоара Зрителей: 800 Судьи: Эрез Гурион, Аса Йернму, Гэвин Уильямс |
| 14 июня 2015 20:30 | Отчёт | Павел 8                   | Подборы  | Груда 9     | Спортивный зал Политехнического университета Тимишоары, Тимишоара Зрителей: 800 Судьи: Эрез Гурион, Аса Йернму, Гэвин Уильямс |
| 14 июня 2015 20:30 | Отчёт | Пэрэу 5                   | Передачи | Дюмерк 8    | Спортивный зал Политехнического университета Тимишоары, Тимишоара Зрителей: 800 Судьи: Эрез Гурион, Аса Йернму, Гэвин Уильямс |

### 5-й тур

#### Франция — Черногория
| 15 июня 2015 18:00 | Отчёт | Франция                    | 79:67    | Черногория     | Спортивный зал Политехнического университета Тимишоары, Тимишоара Зрителей: 500 Судьи: Эрез Гурион, Май Кадзуко Форсберг, Гэвин Уильямс |
| 15 июня 2015 18:00 | Отчёт | 26:16, 21:20, 20:13, 12:18 |          |                | Спортивный зал Политехнического университета Тимишоары, Тимишоара Зрителей: 500 Судьи: Эрез Гурион, Май Кадзуко Форсберг, Гэвин Уильямс |
| 15 июня 2015 18:00 | Отчёт | Груда 25                   | Очки     | Перованович 18 | Спортивный зал Политехнического университета Тимишоары, Тимишоара Зрителей: 500 Судьи: Эрез Гурион, Май Кадзуко Форсберг, Гэвин Уильямс |
| 15 июня 2015 18:00 | Отчёт | Груда 8                    | Подборы  | Перованович 6  | Спортивный зал Политехнического университета Тимишоары, Тимишоара Зрителей: 500 Судьи: Эрез Гурион, Май Кадзуко Форсберг, Гэвин Уильямс |
| 15 июня 2015 18:00 | Отчёт | Дюмерк 7                   | Передачи | Шкерович 5     | Спортивный зал Политехнического университета Тимишоары, Тимишоара Зрителей: 500 Судьи: Эрез Гурион, Май Кадзуко Форсберг, Гэвин Уильямс |

#### Чехия — Румыния
| 15 июня 2015 20:30 | Отчёт | Чехия                      | 82:71    | Румыния      | Спортивный зал Политехнического университета Тимишоары, Тимишоара Зрителей: 800 Судьи: Анне Пантер, Геллерт Капитани, Артурас Шукис |
| 15 июня 2015 20:30 | Отчёт | 20:18, 19:17, 24:18, 19:18 |          |              | Спортивный зал Политехнического университета Тимишоары, Тимишоара Зрителей: 800 Судьи: Анне Пантер, Геллерт Капитани, Артурас Шукис |
| 15 июня 2015 20:30 | Отчёт | Ганушова 24                | Очки     | Мэрджинян 22 | Спортивный зал Политехнического университета Тимишоары, Тимишоара Зрителей: 800 Судьи: Анне Пантер, Геллерт Капитани, Артурас Шукис |
| 15 июня 2015 20:30 | Отчёт | Весела, Ганушова по 6      | Подборы  | Мэрджинян 9  | Спортивный зал Политехнического университета Тимишоары, Тимишоара Зрителей: 800 Судьи: Анне Пантер, Геллерт Капитани, Артурас Шукис |
| 15 июня 2015 20:30 | Отчёт | Бортелова 7                | Передачи | Пэрэу 9      | Спортивный зал Политехнического университета Тимишоары, Тимишоара Зрителей: 800 Судьи: Анне Пантер, Геллерт Капитани, Артурас Шукис |